# Villa Aldrovandi Mazzacorati
Villa Aldrovandi Mazzacorati, nell'Ottocento chiamata casino Mazzacorati si trova in via Toscana a Bologna, in località detta "Camaldoli" per la presenza dell'eremo di S. Maria di Camaldoli, in fondo alla strada oggi intitolata ad Amilcare Ponchielli.
Si tratta di un edificio storico, in stile neoclassico, costruito alla prima periferia di Bologna alla fine del XVIII secolo dalla famiglia Marescotti e poi passato alle famiglie Aldrovandi e Mazzacorati. Nella villa, dagli ultimi decenni del Settecento è presente un teatrino, che è stato centrale nello sviluppo del teatro italiano a cavallo tra Settecento e Ottocento. Il teatrino si conserva ed è tuttora saltuariamente utilizzato per rappresentazioni. A partire dalla seconda metà del Novecento, l'edificio, diventato di proprietà pubblica, è stato adibito ad uffici ed ambulatori dei servizi sanitari e sociali della città di Bologna.

## Storia
Il conte Annibale Marescotti acquistò il terreno su cui attualmente sorge la villa nel 1696. All'epoca il terreno era adibito a tenuta agricola, dotata di una dimora per i proprietari, non di particolare lusso. I primi lavori di sistemazione vennero eseguiti verso la fine del Settecento dalla famiglia Aldrovandi, che aveva acquisito la villa grazie alla parentela tra Filippo Aldrovandi e Raniero Marescotti, con l'intento di ampliare la dimora e renderla più consona allo status nobile della famiglia.
La struttura rimase ad un solo piano con loggia passante per diverse decine di anni, fino al 1761, quando cominciarono nuovi lavori di ristrutturazione. 
Il 24 settembre 1763 viene inaugurato il teatrino con la rappresentazione della tragedia "Alzira" di Voltaire. Il teatrino si presenta a due ordini di logge, sorrette da cariatidi, su opera di Petronio Tadolini. Il teatrino sarà un importante centro per lo sviluppo e la diffusione del teatro all'italiana, grazie alle frequenti rappresentazioni delle compagnie più note dell'epoca.
L'aspetto attuale è dovuto a lavori iniziati nel 1765, che sopraelevarono la villa, dotandolo di un secondo piano. In seguito ulteriori lavori vennero eseguiti da Filippo Tadolini tra il 1770 e il 1772, in particolare arricchendo l'apparato decorativo Neoclassico. Agli inizi dell’Ottocento la tenuta passò alla famiglia Mazzacorati, che fece inserire il proprio stemma, visibile ancora oggi, nella parte alta centrale della facciata.
Alla fine del secolo si registrò un nuovo passaggio di proprietà: il cavalier Angelo Sarti vince al gioco la villa, che successivamente, nel 1935, passa di proprietà dalla famiglia Sarti alla federazione dei Fasci italiani di Combattimento, che la fa diventare sede di una colonia infantile.
Nel 1937 l'edificio diventa proprietà dell'Istituto Nazionale Fascista della Previdenza Sociale e la villa viene adibita a convalescenziario antitubercolare, sanatorio dell'Opera nazionale Balilla, e centro di chirurgia pneumo-toracica.
Viene ampliata l'ala est e solo l'intervento della Soprintendenza all'Arte impedisce la demolizione del teatrino. Nel 1941 la villa diventa sede di un ospedale da guerra, che viene bombardato il 14 febbraio 1945. L'edificio viene danneggiato, mentre i ricoverati erano stati già evacuati. Nel dopoguerra la villa viene restaurata dall'INPS e fino al 1970 ospiterà la Scuola di Specializzazione in Tisiologia.
Nel 1981 una parte dell'edificio diventa sede del Centro civico del Quartiere San Ruffillo.
Nel 1988 il Comune di Bologna apre, in alcune stanze della villa, la Biblioteca centrale bambini e ragazzi di Villa Mazzacorati, che raccoglie i materiali della soppressa Biblioteca dei ragazzi ai Giardini Margherita. La Biblioteca di Villa Mazzacorati chiuderà in seguito alla riorganizzazione delle biblioteche comunali di Bologna, avvenuta in concomitanza dell'apertura della Biblioteca Salaborsa nel 2001.
La Sala Diana Franceschi, sul lato destro dell'edificio, ha ospitato fino al 2010 numerose iniziative culturali e performance musicali.
La villa, oltre al teatrino ancora in uso, ospita uffici ed ambulatori dei servizi sanitari e sociali della città di Bologna. All'interno della villa è ospitato anche il Museo storico del soldatino "Mario Massacesi", che raccoglie più di 12.000 esemplari di soldatini in vari materiali costruiti dall'Ottocento ad oggi.

## Nella cultura popolare
L'associazione musicale Sarah Sheppard Ensemble che ha girato il video musicale di Oh Happy Day! proprio all'interno dei suoi giardini.